# Gagnebina myriophylla
Gagnebina myriophylla là một loài thực vật có hoa trong họ Đậu. Loài này được (Baker) G.P.Lewis & P.Guinet miêu tả khoa học đầu tiên.